# Oktibbeha County
Oktibbeha County is een county in de Amerikaanse staat Mississippi.
De county heeft een landoppervlakte van 1.185 km² en telt 42.902 inwoners (volkstelling 2000). De hoofdplaats is Starkville.